# Айгыржал (Карагандинская область)
Айгыржал (каз. Айғыржал) — село в Шетском районе Карагандинской области Казахстана. Входит в состав Успенского сельского округа. Код КАТО — 356477200.

## Население
В 1999 году население села составляло 354 человека (188 мужчин и 166 женщин). По данным переписи 2009 года, в селе проживал 191 человек (100 мужчин и 91 женщина).